# Chaetopleurophora jamaicensis
Chaetopleurophora jamaicensis är en tvåvingeart som beskrevs av Charles Thomas Brues 1919. Chaetopleurophora jamaicensis ingår i släktet Chaetopleurophora och familjen puckelflugor.
Artens utbredningsområde är Jamaica. Inga underarter finns listade i Catalogue of Life.